# Graphiurus ocularis
Graphiurus ocularis is een zoogdier uit de familie van de slaapmuizen (Gliridae). De wetenschappelijke naam van de soort werd voor het eerst geldig gepubliceerd door Smith in 1829.